# Mira (ciutat)
Mira (en grec antic: τά Μύρα, en plural) és una antiga ciutat de Lícia, situada a 1,5 km al nord de l'actual ciutat de Demre, a la província d'Antalya (Turquia). Era al costat del riu Limiros (actualment Demre cay), en una fèrtil plana fluvial a uns 3,5 km de la mar Egea.

## Història
Malgrat que les restes d'una antiga muralla fan remuntar-ne l'origen si més no fins al segle V ae, no se'n conserven registres escrits fins al segle I ae, en què s'esmenta com a ciutat pertanyent a l'Aliança Lícia, un tractat que implicava també les ciutats de Xanthos, Tlos, Pinara, Patara i Olympos, i que estigué vigent des del 168 ae fins al 43. D'acord amb el geògraf grec Estrabó, en aquella època Mira ja era una de les ciutats més grans de l'aliança, i arribà fins i tot a ser-ne la capital.
La ciutat de Mira, com tot el poble lici, estigué sota influència grega des del segle IV ae. Fou una satrapia en l'època d'Alexandre el Gran i va ser disputada per diferents imperis de l'època, tret del període d'independència de l'Aliança, que acabà després de la incorporació de Lícia com a província de l'Imperi Romà l'any 43. Durant l'època romana el port de Mira adquireix importància com a punt de reabastiment de naus romanes, especialment de les que anaven cap a Alexandria. Pel port de Mira van passar Germànic Cèsar i Agripina I al 18, sant Pau al 60, i Hadrià al 131.
Després de l'absorció romana, el cristianisme penetra en terres lícies, i al segle iv, Mira tenia com a bisbe Nicolau de Mira, també conegut en Occident com Nicolau de Bari, que en el seu afany per erradicar el paganisme ordenà demolir alguns edificis representatius del culte antic, incloent-hi el temple d'Àrtemis.
Sota el regnat de Teodosi II el Jove, a la primeria del segle V, Mira esdevé capital de la província de Lícia, estatus que mantindrà fins a la conquesta de la ciutat al 808 per les tropes d'Harun ar-Raixid, califa abbàssida de Bagdad. Després de la invasió, la ciutat entra en decadència i fou abandonada al segle xi.

## Monuments

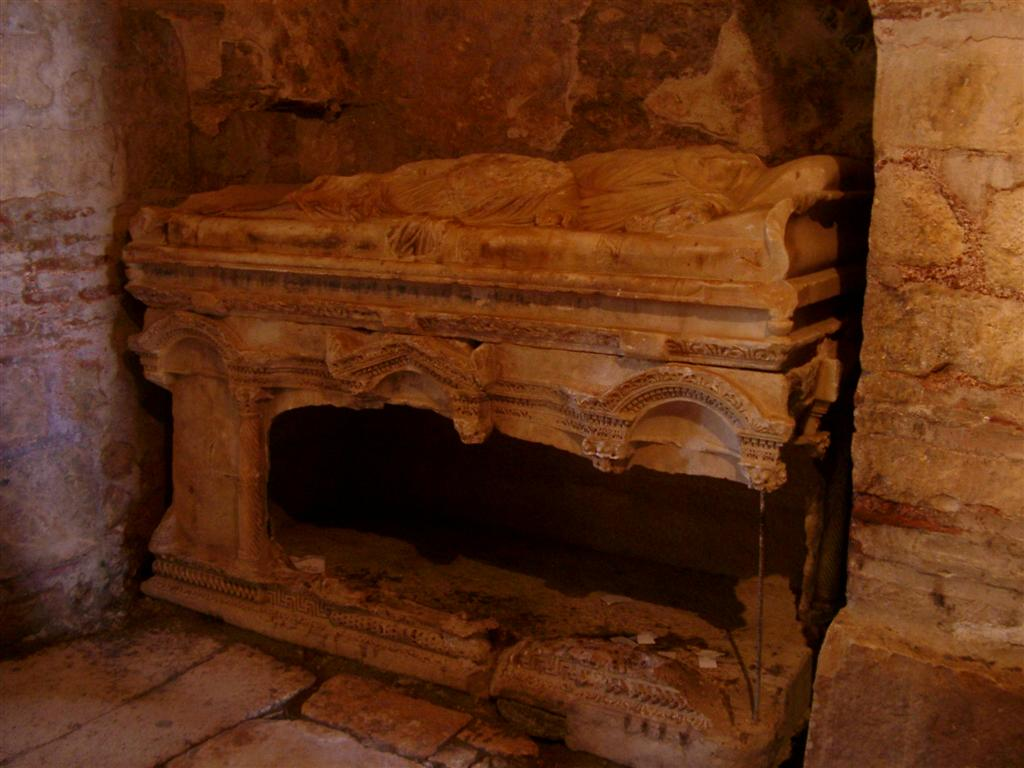
Tomba original de sant Nicolau a Mira

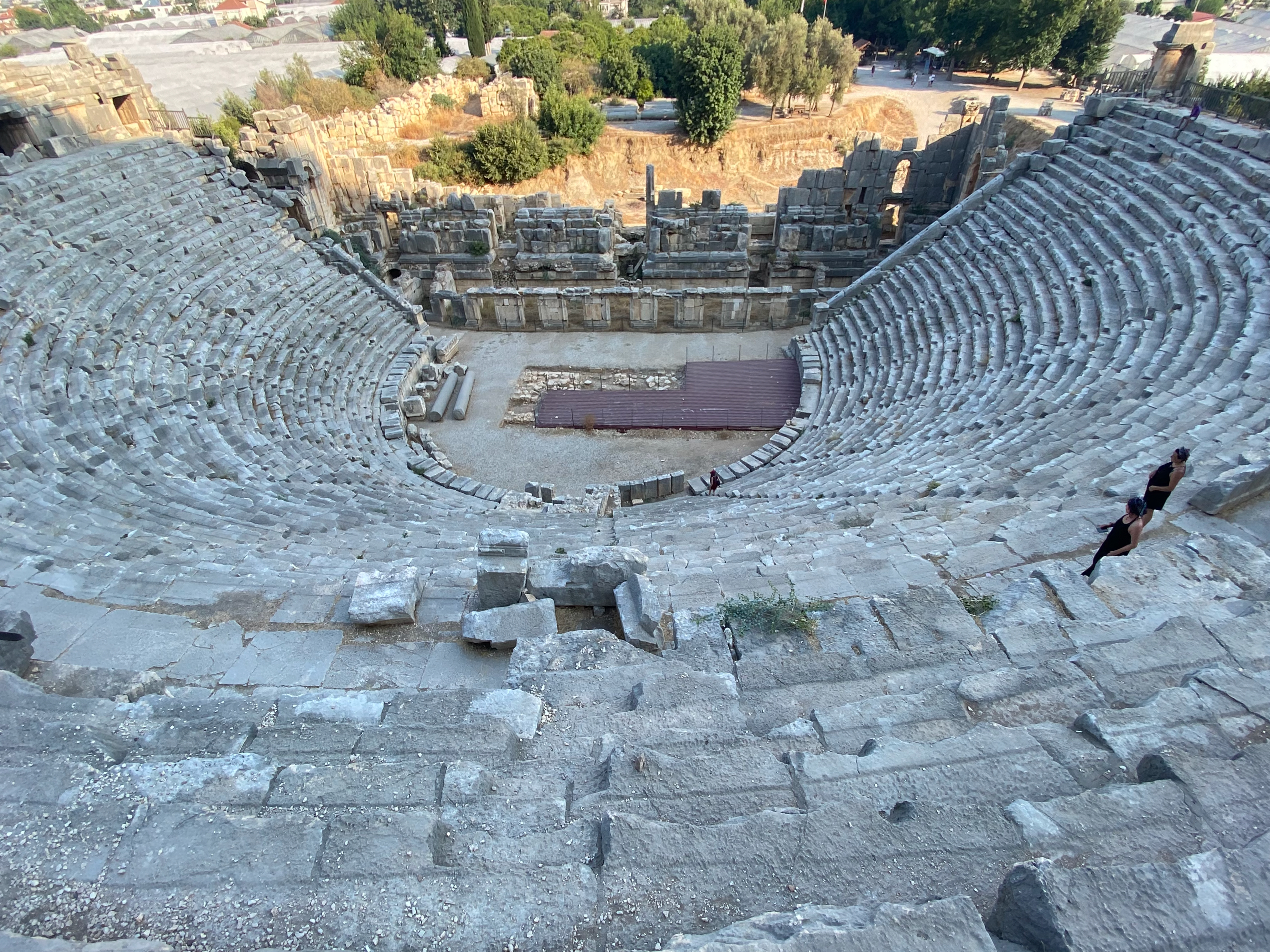
Teatre romà

La ciutat tenia en l'antiguitat algunes de les construccions més importants del poble lici, i en destacava el temple desaparegut de la dea Àrtemis, protectora de la ciutat, considerat en el seu temps el més gran i bell de Lícia. Mira també alberga el major teatre romà de l'àrea, les restes del qual encara es conserven.
La ciutat inclou dos monumentals conjunts de tombes rupestres, excavades en dos indrets diferents: un damunt l'amfiteatre romà, i l'altre en un turó proper, les restes del qual reben el nom de necròpoli del riu. La majoria de les tombes són del IV ae, i estaven decorades amb relleus i policromia.
Un altre dels edificis més representatius n'és l'església de Sant Nicolau, d'estil romà d'Orient, que encara conté el sarcòfag en què s'enterraren les restes del sant, tot i que se'n traslladaren més tard a Bari (Pulla). El temple originari és del segle VI, tot i que va ser reconstruït al segle ix i novament a l'XI. El culte a sant Nicolau es va estendre entre els s. VI i XI, especialment a l'Orient i Rússia, i convertí aquesta església en un centre de pelegrinatge. També se li atribueixen molts miracles i llegendes que desembocaren en l'aparició del mite del pare Noel.